# Chaeridiona angulata
Chaeridiona angulata là một loài bọ cánh cứng trong họ Chrysomelidae. Loài này được Staines miêu tả khoa học năm 1932.